# 아낌없이 주는 나무
《아낌없이 주는 나무》(영어: The Giving Tree)는 1964년 미국의 쉘 실버스타인이 발표한 동화이다. 이 책은 쉘 실버스타인의 대표작 중 하나이며, 많은 언어로 번역되어 전세계에 출간됐다.
책의 주인공인 소년과 나무의 관계가 과연 긍정적인 관계인지, 또는 부정적인 관계인지와 관련하여 여러 비평가들의 해석이 나뉜다.

## 줄거리
사과나무와 소년은 친구 관계에 있었으며 함께하는 마음을 갖고 있었다. 소년은 어른이 되어 가는 과정에서 돈이 필요했다. 나무는 나의 열매를 팔아달라고 부탁했고 소년은 열매를 모두 가져갔다. 어른이 된 아이는 집이 필요했다.나무는 나의 가지로 집을 지어달라고 부탁했고 아이는 나뭇가지를 모두 가져갔다.
시간이 흘러가면서 남자는 슬픈 곳으로 멀리 가고 싶었다. 나무는 나의 줄기를 이용해서 배를 만들라고 부탁했고 남자는 줄기를 가져갔다. 시간이 흘러 남자는 노인이 되어 돌아왔다. 노인은 피곤해서 쉴 곳이 필요했다. 나무는 그루터기만 남은 나에게 앉으라고 부탁했고 남자는 나무 위에 걸터앉았다. 나무는 행복한 삶을 살았다. 소년과 나무와 마지막으로 즐거운 시간을 보냈다..